# Klubi Sportiv Flamurtari Vlorë 2015-2016

## Rosa
| N. |                    | Ruolo | Calciatore                   |
| -- | ------------------ | ----- | ---------------------------- |
| 1  | Albania (bandiera) | P     | Argent Halili                |
| 2  | Kosovo (bandiera)  | D     | Besnik Krasniqi              |
| 3  | Albania (bandiera) | D     | Kristi Marku                 |
| 4  | Albania (bandiera) | D     | Daniel Sadushi               |
| 5  | Albania (bandiera) | D     | Entonjo Pashaj               |
| 6  | Albania (bandiera) | D     | Debatik Curri                |
| 7  | Albania (bandiera) | C     | Bedri Greca                  |
| 8  | Uruguay (bandiera) | C     | Ignacio Nicolini             |
| 9  | Albania (bandiera) | A     | Ardit Shehaj                 |
| 10 | Kosovo (bandiera)  | A     | Kushtrim Lushtaku            |
| 11 | Albania (bandiera) | A     | Rigers Dushku                |
| 13 | Uruguay (bandiera) | D     | Pablo Lacoste                |
| 17 | Albania (bandiera) | C     | Bruno Telushi (capitano)     |
| 18 | Kosovo (bandiera)  | D     | Dardan Çerkini               |
| 20 | Albania (bandiera) | C     | Taulant Kuqi (vice-capitano) |

| N. |                    | Ruolo | Calciatore       |
| -- | ------------------ | ----- | ---------------- |
| 22 | Albania (bandiera) | D     | Julian Gjinaj    |
| 23 | Kosovo (bandiera)  | C     | Lorik Maxhuni    |
| 25 | Kosovo (bandiera)  | C     | Yll Hoxha        |
| 28 | Albania (bandiera) | D     | Hektor Idrizaj   |
| 30 | Albania (bandiera) | C     | Hair Zeqiri      |
| 80 | Albania (bandiera) | P     | Ilion Lika       |
| 87 | Brasile (bandiera) | A     | João Henrique    |
| 89 | Albania (bandiera) | P     | Klodian Xhelilaj |
| 97 | Brasile (bandiera) | C     | Lucas Caniggia   |
| 99 | Brasile (bandiera) | A     | Danilo Alves     |
| -  | Kosovo (bandiera)  | D     | Ilir Berisha     |
| -  | Albania (bandiera) | C     | Arbri Beqaj      |
| -  | Albania (bandiera) | A     | Onils Idrizaj    |
| -  | Albania (bandiera) | A     | Jurgen Sino      |